# Peter Doig
Peter Doig, né le 17 avril 1959 à Édimbourg, est un peintre contemporain britannique d'origine écossaise. Il est devenu en 2007 l'un des peintres contemporains les plus cotés du monde (en 2017, le deuxième derrière Jean-Michel Basquiat). Il vit et travaille à Trinidad.

## Biographie
Peter Doig grandit à Trinidad et, à partir de 1966, au Canada.
À 19 ans, il s'installe à Londres où il suit des études artistiques dans différentes écoles, d'abord à la School of Art de Wimbledon, de 1979 à 1980, puis à la St. Martin School of Art, de 1980 à 1983. Après un retour de trois ans au Canada, à Montréal, il reprend en 1989 des études à la Chelsea School of Art où il obtient une maîtrise en arts.
Une exposition à la Whitechapel Art Gallery en 1991 lui vaut rapidement une reconnaissance internationale. Il est nommé pour le prix Turner en 1994.
Il vit depuis 2002 à Trinidad, « un tournant dans sa peinture ».

## Œuvre
Peinture de grand format, en dehors de toute référence conceptuelle et loin d'un post-expressionnisme abstrait américain, l'œuvre de Peter Doig s'inspire des romantiques allemands, du symbolisme de Munch ou du naturalisme d'Edward Hopper.
Fasciné par les espaces immenses où le rapport de l’homme à la nature est constamment en jeu, Peter Doig peint souvent des lieux sauvages, indéfinis, abandonnés, que l’homme traverse, laissant un signe de sa présence : canoës vides, maisons de travailleurs saisonniers, silhouettes solitaires devant des brumes flottantes.
Peter Doig ne peint jamais en plein air, pour composer ses toiles il exploite des sources photographiques variées : films d’horreur, journaux, cartes postales, dépliants touristiques, pochettes de disques… Souvent, il peut mettre plusieurs années à terminer un tableau. À d'autres occasions, il reprendra le même thème pour le traiter différemment.
S’appuyant sur un travail de la matière - jeu de textures, teintes pures et mélangées, effets de solarisation, halo, mises au point vagabondes -, ses œuvres échappent à une lecture univoque. Elles préconisent toujours une distance face au sujet. Les paysages sont noyés dans la nuit ou dans des halos de lumière et de brume, papillonnement des flocons ou des étoiles, labyrinthe des branches, reflets dans l’eau : il n’y a aucun rendu descriptif dans ces vues, Peter Doig peint des atmosphères, des contextes marqués par le malaise de l'homme réduit à l’étonnement et le trouble face à une nature idyllique où sa place ne va plus complètement de soi.
À la suite de la vente d'une de ses œuvres White Canoe, 1990-1991, pour 8,53 millions d’euros par Sotheby's (Londres), il est devenu l'un des peintres vivants les plus chers.
En 2008, une grande exposition rétrospective lui a été consacrée, organisée par trois musées : la Tate Britain de Londres (février-mai), le musée d'art moderne de la ville de Paris (juin-septembre), et la Schirn (Schirn Kunsthalle ou Schirn Kunsthalle Frankfurt) de Francfort (octobre-janvier). Le musée des beaux-arts de Montréal, en collaboration avec la Scottish National Gallery of Modern Art, présente sa propre exposition - la première d'envergure en Amérique du Nord - du 25 janvier au 4 mai 2014.
En 2010, dans le cadre d'une commande publique, il a réalisé pour la Chalcographie du Louvre une gravure à l'eau-forte intitulée Pelican Island.
Dans le cadre de sa participation au ciné-club studiofilmclub, qui présente des films de répertoire dans son atelier, Doig a peint un grand nombre d'affiches pour les films projetés, sorte d'activité complémentaire à son travail de peintre.

### Citations
« La peinture, en grande majorité, est conceptuelle. Je veux dire que toute peinture résulte d'un processus mental. L'art conceptuel se contente de supprimer ce qui se rapporte au plaisir de regarder — la couleur, la beauté, toutes ces dimensions-là. »

« Regarder le monde non à travers les yeux du peintre mais à travers ceux de la peinture. »

### Œuvres (sélection)

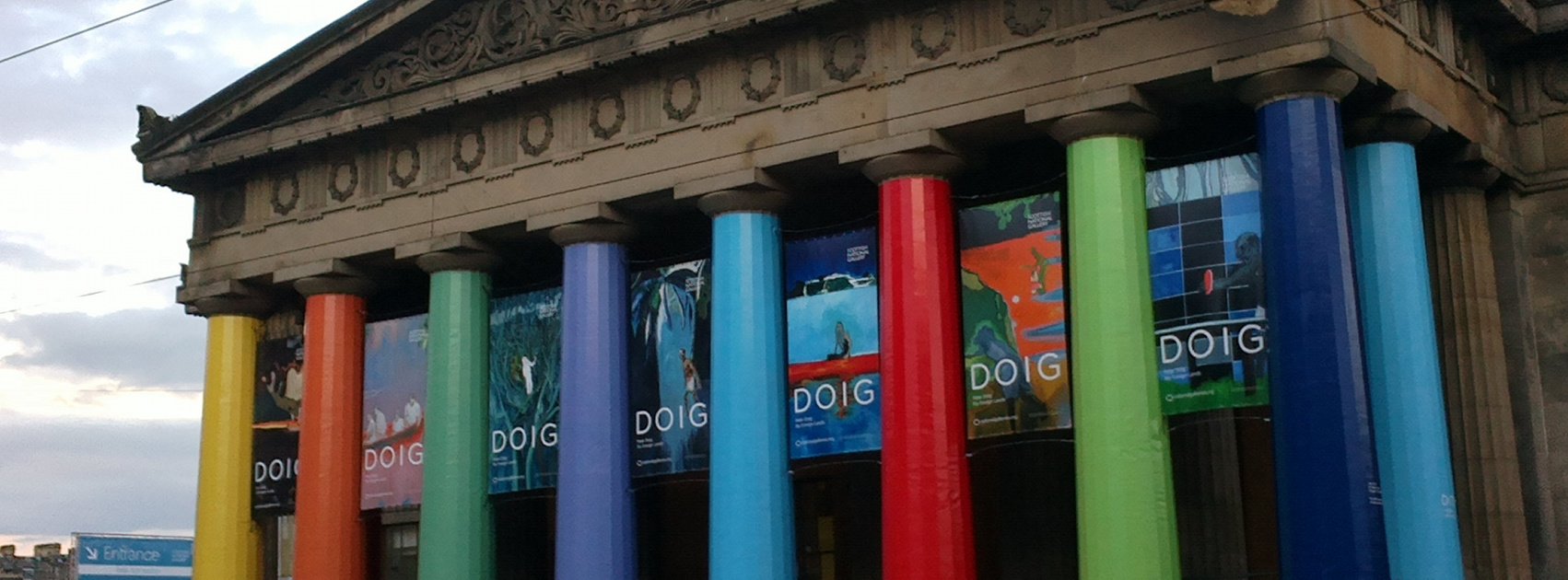
Exposition à la Galerie nationale d'Écosse en Écosse en 2013.

- Friday 13th, huile sur toile (126 × 206 cm), 1987
- Hitch Hiker, huile sur toile de sacs postaux (152 × 226 cm), 1989-1990, coll. de l'artiste
- White Canoe, huile sur toile (200,5 × 243 cm), 1990-1991, coll. privée (Russie, depuis 2007)
- The Architect's Home in the Ravine, huile sur toile (200 × 275 cm), 1991
- The House that Jacques Built, huile sur toile (200 × 250 cm), 1992, musée d'art de Tel Aviv
- Blotter, huile sur toile (249 × 199 cm), 1993, Walker Art Gallery (National Museums Liverpool)
- Pond Life , huile sur toile (185 × 340 cm), 1993
- Cobourg 3+1 more, huile sur toile (200 × 250 cm), 1994, Provinzial Rheinland Versicherung (Düsseldorf)
- Jetty, huile sur toile (200 × 248 cm), 1994, coll. Mima et César Reyes (Porto Rico)
- Pine Houses (Rooms for Rent), huile sur toile (200 × 253 cm), 1994, coll. Jennifer B. Stockman
- Ski Jacket, huile sur toile (295 × 190 + 295,3 × 160,4 cm), 1994, Tate Gallery
- Briey (Concrete Cabin), huile sur toile (275 × 200 cm), 1994-1996, Michael Werner Gallery
- Lunker, huile sur toile (200 × 266 cm), 1995
- Olin MK IV, huile sur toile (250 × 200 cm), 1995
- Reflection (What does your soul look like), huile sur toile (295 × 200 cm), 1996, coll. Mima et César Reyes (Porto Rico)
- Buffalo Station 1, huile sur toile (175 × 270 cm), 1997-1998
- Canoe Lake, huile sur toile (200 × 300 cm), 1997-1998, coll. Yageo Foundation (Taiwan)
- Figure in Mountain Landscape, huile sur toile (289 × 199,5 cm), 1997-1998, PinchukArtCentre (Kiev)
- Echo Lake, huile sur toile (230,5 × 360,5 cm), 1998, Tate Gallery
- Green Trees, huile sur toile (275 × 200 cm), 1998, Michael Werner Gallery
- Kriket, huile sur toile (190 × 275 cm), 1998
- Pink Briey, huile sur toile (183 × 213 cm), 1998, coll. privée
- Thirteen (Pool Painting), huile sur toile (185 × 199 cm), 1998
- Briey (Interior), huile sur toile (250 × 196 cm), 1999, coll. privée
- Friday 13th, huile sur toile de lin (35.6 × 27,9 cm), 1999, coll. privée Coral Gables (Floride)
- The Heart of Old San Juan, huile sur toile (250 × 195,5 cm), 1999, coll. privée
- Gasthof zur Muldentalsperre, huile sur toile (196 × 296 cm), 2000-2002, don partiel promis à l'Art Institute of Chicago
- 100 Years Ago, huile sur toile (240 × 360 cm), 2001, musée national d'Art moderne (depuis 2002)
- Girl in White with Trees, huile sur toile (300 × 200 cm), 2001-2002, musée des Bons-Enfants (Maastricht)
- Grand Rivière, huile sur toile (228,8 × 358,5 cm), 2001-2002, musée des beaux-arts du Canada (Ottawa)
- House of Pictures (Carrera), huile sur toile (200 × 301 cm), 2004
- Lapeyrouse Wall, huile sur toile (200 × 250,5 cm), 2004, don partiel promis au MoMA
- Metropolitain (House of Pictures), huile sur toile (275.3 × 200 cm), 2004, Pinakothek der Moderne (Munich)
- Paragon, huile sur toile (275 × 200 cm), 2004, Goetz Collection
- Pelican, huile sur toile (275 × 200 cm), 2004, coll. privée (Munich)
- Pelican (Stag), huile sur toile (276 × 200 cm), 2004
- Figures in Red Boat, huile sur toile de lin (250 × 200 cm), 2005-2007, coll. privée
- Most Wanted, huile sur toile (275,7 × 200,4 cm), 2006
- Pelican Island, huile sur toile (120 × 70 cm), 2006, coll. privée
- Untitled [Boy Climbing a Palm Tree], huile et pastel sur toile de lin (300 × 350 cm), 2006, coll. privée
- Bigger Than Life, une étude sur la matière picturale, MoMA
- Paragon, 2006, 92 × 12 cm, musée cantonal d'art de Lugano, Lugano[7]

### Cote
- White Canoe a été adjugé à 5,732 M£ (8,713 M€) par Sotheby's Londres en février 2007[8].

- Peter Doig crée également des estampes[9].

## Expositions
- « Peter Doig », Fondation Beyeler, Bâle, du 23 novembre 2014 au 22 mars 2015
- « Peter Doig. Reflets du siècle », musée d'Orsay, Paris, du 17 octobre 2023 au 21 janvier 2024[10]

## Récompenses et distinctions
- 1993 : Prix de peinture John Moores pour Blotter[11]
- 2025 : Praemium Imperiale dans catégorie « peinture »[12]

#### Bases et dictionnaires
- Ressources relatives aux beaux-arts :   - Art Institute of Chicago
  - Art UK
  - Bénézit
  - British Council
  - British Museum
  - Centre Pompidou
  - Grove Art Online
  - Musée des beaux-arts du Canada
  - Museum of Modern Art
  - National Gallery of Art
  - RKDartists
  - Tate
  - Union List of Artist Names
- Ressource relative à la musique :   - Discogs
- Notices dans des dictionnaires ou encyclopédies généralistes :   - Deutsche Biographie
  - Munzinger
  - Treccani
  - Universalis
- Notices d'autorité :   - VIAF
  - ISNI
  - BnF (données)
  - IdRef
  - LCCN
  - GND
  - Pays-Bas
  - Israël
  - Canada
  - Australie
  - Norvège
  - Tchéquie
  - Lettonie
  - WorldCat

#### Galeries
- (en) Doig à la galerie Victoria Miro (Londres) - agent de l'artiste
- (en) Doig à la galerie Michael Werner (en) (Berlin, New York)
- (en) Doig à la galerie Saatchi (Londres)
- (en) Doig à la galerie Contemporary Fine Arts (Berlin)
- (en) Doig (1) (2) (3) chez Hyperceptions